# NGC 3829
NGC 3829 ist eine Balken-Spiralgalaxie mit aktivem Galaxienkern vom Hubble-Typ SBb im Sternbild Großer Bär am Nordsternhimmel. Sie ist schätzungsweise 257 Mio. Lj. von der Milchstraße entfernt und hat einen Durchmesser von etwa 75.000 Lj.

Im selben Himmelsareal befindet sich u. a. die Galaxie NGC 3824.
Das Objekt wurde am 14. April 1789 von Wilhelm Herschel  entdeckt.